# Costa Rica Juniors
Das Costa Rica Juniors (auch Costa Rica Junior International genannt) ist im Badminton die offene internationale Meisterschaft von Costa Rica für Junioren und das bedeutendste internationale Juniorenturnier in Costa Rica. Es wurde erstmals im November 2024 ausgetragen.

## Die Sieger
| Saison | Herreneinzel               | Dameneinzel       | Herrendoppel                     | Damendoppel                                          | Mixed                                        |
| ------ | -------------------------- | ----------------- | -------------------------------- | ---------------------------------------------------- | -------------------------------------------- |
| 2024   | Umesh Andres Lescano Konda | Aline Angel Muñoz | Ethan Ramcharan Vishal Ramsubhag | Fernanda María García Gómez Emma Rodriguez Rodriguez | Umesh Andres Lescano Konda Aline Angel Muñoz |